# مقاطعة أسونغا
أسونغا (بالفرنسية: Assoungha)‏هي واحدة من ثلاث مقاطعات في أقليم وداي، وهو أقليم في تشاد. عاصمتها أدري.

## المحافظات الفرعية
تنقسم أسونغا إلى أربع محافظات فرعية: 
- أدري
- هاجر حديد
- مابرون
- بوروتا
- مولو
- توران